# Santino (chimpansee)

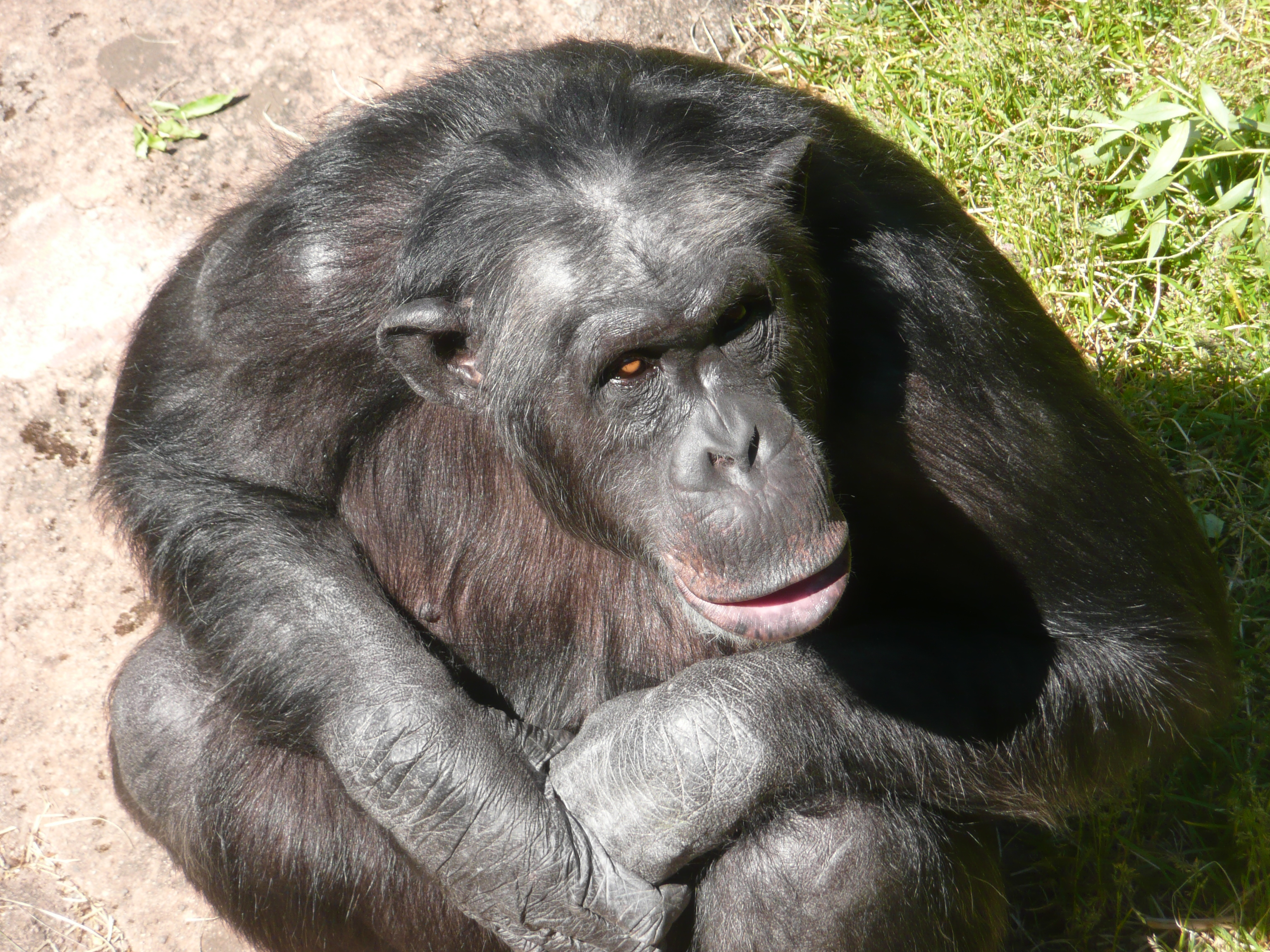
Santino, juni 2012

Santino is een stenengooiende chimpansee in de dierentuin van Furuvik (Zweden) waarvan het uitzonderlijke gedrag jarenlang bestudeerd is door Mathias Osvath, die in maart 2009 hierover publiceerde in het wetenschappelijke tijdschrift Current Biology.
Santino was buitengewoon agressief. Hij heeft in 1995 op 17-jarige leeftijd het enige andere mannetje van zijn kolonie gedood (terwijl hij deze andere chimpansee gek genoeg 5 jaar eerder had gered door een touw dat om zijn nek was gewikkeld los te maken). In 1997 begon de chimpansee stenen naar het publiek te gooien. Hij werd hierbij door het dierentuinpersoneel en later door het team van Osvath geobserveerd. Het bekogelen van het bezoek door een chimpansee is op zichzelf niet bijzonder, maar het uitzonderlijke aan Santino was dat hij zijn aanvallen zorgvuldig en onopvallend voorbereidde. 's Morgens, als de dierentuin nog gesloten was, viste hij stenen uit de gracht die zijn verblijf omringt, waarmee hij heimelijk op strategische plekken enkele voorraden van drie tot acht stenen aanlegde. Ook brak hij stukjes beton uit een beschadigde betonrots. Hij tikte daarbij op het beton om de zwakke plekken te ontdekken. Zijn onderhandse gooitechniek bleek echter enigszins onvoldoende voor het bereiken van zijn doelen (van de vijftig keer dat hij betrapt werd op het bestoken van de bezoekers heeft hij slechts een enkele keer iemand geraakt). Nadat Santino de ineffectiviteit van zijn strategie onderkende, is hij gaan innoveren: hij sloeg met de stenen tegen zijn betonnen verblijf om de aerodynamische kwaliteiten van de projectielen te verhogen. Zo hoopte hij een grotere reikwijdte van zijn worpen te realiseren. De ballistische eigenschappen van het wapentuig bleven echter onvoldoende en er zijn geen gewonden gevallen. De dierentuin verhoogde desondanks het hek tussen de apen en het publiek.
Uit Santino's gedrag valt af te leiden dat chimpansees zich kunnen voorbereiden op toekomstige gebeurtenissen en dat dit geen exclusief menselijke eigenschap is. Zo verzamelde hij 's morgens rustig zijn werpmateriaal waarmee hij later op de dag geagiteerd de gearriveerde toeschouwers bekogelde. In de winter, als de dierentuin is gesloten, verzamelde hij nooit stenen. De verzorgers meenden ten slotte dat het agressieve en dominante gedrag niet goed was voor de chimpansee, daarom hebben ze hem na tien jaar observatie en onderzoek laten castreren. Hierdoor daalde zijn hormoonspiegel en werd hij een stuk rustiger en socialer. De kans is daarom groot dat de inmiddels ietwat corpulente Santino voortaan de wapens laat rusten.